# Cayo Estertinio Jenofonte
Cayo Estertinio Jenofonte (c. 10 a. C.-54), conocido en la literatura antigua simplemente como Jenofonte, fue un médico al servicio del emperador romano Claudio, cuarto miembro de la dinastía Julio-Claudia. Jenofonte es recordado principalmente por su presunta implicación y colaboración en el asesinato de Claudio por envenenamiento.

## Biografía
Jenofonte nació en la isla de Cos, que en aquella época formaba parte de la provincia romana de Asia. Allí había un famoso santuario de Asclepio, donde se formó como médico antes de ir a Roma. Una vez allí, comenzó a ejercer la medicina y se le concedió la ciudadanía romana. A medida que crecía su reputación como médico, Jenofonte se fue haciendo muy rico hasta adquirir una fortuna de 30 millones de sestercios (junto con su hermano). Más tarde, Jenofonte pasó un tiempo sirviendo en el ejército, donde acompañó al emperador en su campaña a Britania, recibiendo honores militares. Fue a través de esta participación en las fuerzas armadas que Claudio se dio cuenta por primera vez del renombre de Jenofonte como médico. Como resultado, Jenofonte se convirtió en el médico personal de Claudio, llegando a recibir unos honorarios anuales de 500.000 sestercios y, supuestamente, mucho más de sus pacientes privados. Vivía bien y poseía una mansión situada en la colina de Celio, donde se encuentra un acueducto que lleva su nombre.

### Envenenamiento de Claudio
Jenofonte sigue siendo sospechoso del supuesto envenenamiento de Claudio los días 12 y 13 de octubre (la fecha es discutida), ya que fue una de las pocas personas que pasó gran parte del día en estrecho contacto con el emperador. Además, asistió al banquete en el que se cree que Claudio consumió el veneno y, según varias fuentes, llevó a Claudio a su habitación después de que el emperador se hubiera desmayado. Si Jenofonte estuvo implicado y lo que realmente le pudo hacer al enfermo Claudio en su dormitorio sigue siendo motivo de debate. 
Cuando Agripina, la esposa de Claudio, intentó, supuestamente, envenenar a su marido en el año 54, se dice que Jenofonte (tras el fracaso de un veneno suministrado por la famosa envenenadora Locusta) ayudó a provocar finalmente su muerte. Le acusan de introducir una pluma de pavo real en la garganta del emperador (supuestamente para provocarle el vómito), que estaba mezclada con un veneno de acción rápida, como al menos relató el historiador Tácito unas décadas más tarde en sus Anales.
Sin embargo, los investigadores siguen discutiendo si la muerte de Claudio fue realmente un envenenamiento. No está documentado si fue una coincidencia que muriera el mismo año que Claudio o si su muerte estuvo relacionada con esto.